# Нучет (комуна)
Нучет (рум. Nucet) — комуна у повіті Димбовіца в Румунії. До складу комуни входять такі села (дані про населення за 2002 рік):
- Ілфовень (545 осіб)
- Казач (1499 осіб)
- Нучет (2360 осіб)

Комуна розташована на відстані 57 км на північний захід від Бухареста, 17 км на південний схід від Тирговіште, 146 км на схід від Крайови, 97 км на південь від Брашова.

## Населення
За даними перепису населення 2002 року у комуні проживали 4404 особи. Усі жителі комуни рідною мовою назвали румунську.
Національний склад населення комуни:
| Національність | Кількість осіб | Відсоток |
| -------------- | -------------- | -------- |
| румуни         | 4352           | 98,8%    |
| цигани         | 50             | 1,1%     |
| угорці         | 1              | < 0,1%   |

Склад населення комуни за віросповіданням:
| Релігія       | Кількість осіб | Відсоток |
| ------------- | -------------- | -------- |
| православні   | 4303           | 97,7%    |
| бретрени      | 44             | 1,0%     |
| адвентисти    | 17             | 0,4%     |
| лютерани      | 16             | 0,4%     |
| п'ятдесятники | 12             | 0,3%     |
| баптисти      | 8              | 0,2%     |
| римо-католики | 2              | < 0,1%   |
| реформати     | 1              | < 0,1%   |
| атеїсти       | 1              | < 0,1%   |